# Január 26.
Január 26. az év 26. napja a Gergely-naptár szerint. Az évből még 339 (szökőévekben 340) nap van hátra.
Névnapok: Paula, Vanda + Aba, Balambér, Bátony, Gobert, Oberon, Pauletta, Paulin, Polikárp, Tamara, Ticián, Timót, Timóteus, Timóteusz, Titánia, Titanilla, Tittína, Titusz, Valda, Viktorina.

## Események

### Politikai események
- 1564 – Kihirdetik a Tridenti zsinat eredményét
- 1699 – Megkötik a karlócai békét,[1] amely Thököly Imrét száműzetésbe kényszeríti.
- 1788 – Arthur Phillip angol kapitány 1 030 bevándorlóval (ebből 736 fegyenc) megérkezik Ausztráliába és Sydneyben megalapítja az első európai gyarmatot, melynek kormányzója lesz.
- 1919 – A második Lengyel Köztársaságban első ízben tartanak választásokat, mely politikai egyensúlyt hoz létre a bal és jobboldal között.
- 1934 – Aláírják a 10 évre szóló német–lengyel megnemtámadási egyezményt.
- 1956 – Szovjetunió a Porkkala Tengerészeti Bázist visszaadta Finnországnak.

### Tudományos és gazdasági események
- 1952 – Pénzügyi reformok Romániában.
- 1978 – Fellövik az IUE nemzetközi csillagászati műholdat, amely az ultraibolya tartományban végzett kutatást.

### Kulturális események
- 2007 – Szlovákia és Magyarország közösen kérelmezi a komáromi erődrendszer felvételét a világörökség megmaradt műemlékei közé.

#### Zenei események
- 1790 – A Cosí fan tutte c. opera ősbemutatója
- 2020 – Grammy díjátadó

### Sportesemények
- 1908 – Kronberger Lily műkorcsolyázónő megszerezte a magyar sporttörténelem első világbajnoki aranyérmét.
- 1975 – Formula–1-es brazil nagydíj, Interlagos – Győztes: José Carlos Pace (Brabham Ford)

### Egyéb események
- 2005 – Szabotázs miatt kisiklik egy vonat Glendale-nél, 11 fő halálát okozva. Az elkövetőt tényleges életfogytiglanra ítélték.[2]

## Születések
- 1763 – Jean Baptiste Bernadotte francia tábornok, svéd király, norvég király († 1844)
- 1790 – Alekszandr Nyikolajevics Lüders orosz cári tábornok († 1874)
- 1800 – Répásy Mihály honvéd tábornok († 1849)
- 1852 – Pierre Savorgnan de Brazza olasz felfedező († 1905)
- 1864 – Pusztai József magyarországi szlovén tanító, kántor, író, költő, újságíró, magyarosító († 1934)
- 1873 – Bothos Gyula magyar bíró, felsőházi tag († 1940)
- 1880 – Douglas MacArthur amerikai tábornok, második világháborús hadvezér († 1964)
- 1904 – Seán MacBride  ír politikus, emberi jogi aktivista, Nobel-békedíjas és Nemzetközi Lenin-békedíjas († 1988)
- 1905 – Tamkó Sirató Károly magyar költő, író, műfordító († 1980)
- 1910 – Major Tamás Kossuth-díjas színész, kiváló művész, rendező, színházigazgató, színészpedagógus († 1986)
- 1913 – Jimmy Van Heusen amerikai zeneszerző († 1990)
- 1917 – Edgar Barth német autóversenyző († 1965)
- 1917 – Lendvay Gyula magyar színész († 2010)
- 1918 – Nicolae Ceauşescu román politikus († 1989)
- 1919 – Valentino Mazzola olasz válogatott labdarúgó, a Venezia és a Torino játékosa († 1949)
- 1925 – Nicolae Balotă román esszéista, irodalomkritikus és történész († 2014)
- 1925 – Paul Newman Oscar-díjas amerikai színész († 2008)
- 1926 – Mensáros László Kossuth- és Jászai Mari-díjas magyar színész, érdemes és kiváló művész, rendező († 1993)
- 1928 – Roger Vadim francia színházi és filmrendező, költő († 2000)
- 1933 – Eldar Sengelaja grúz filmrendező, forgatókönyvíró, producer
- 1936 – Oberfrank Géza magyar karmester, zeneigazgató († 2015)
- 1941 – Scott Glenn amerikai színész
- 1943 – Esztergályos Cecília Kossuth- és Jászai Mari-díjas magyar színésznő, érdemes és kiváló művész
- 1945 – David Purley brit autóversenyző († 1985)
- 1945 – Jacqueline du Pré angol csellista († 1987)
- 1946 – Várszegi Asztrik püspök, pannonhalmi főapát
- 1947 – Patrick Dewaere francia színész, zeneszerző, énekes († 1982)
- 1947 – Hámori Ildikó Kossuth-díjas magyar színésznő, érdemes és kiváló művész
- 1947 – Huhn András magyar matematikus, egyetemi docens († 1985)
- 1949 – Rajk László Kossuth-díjas magyar építész, díszlettervező, politikus († 2019)
- 1950 – Jörg Haider osztrák politikus († 2008)
- 1953 – Baracs János magyar zenész, basszusgitáros, zeneszerző
- 1955 – Eddie Van Halen holland gitáros († 2020)
- 1955 – Björn Andrésen svéd színész
- 1961 – Wayne Gretzky kanadai jégkorongozó
- 1963 – José Mourinho portugál labdarúgó edző
- 1965 – Varga Mihály közgazdász, politikus
- 1966 – Szula László magyar színész († 2016)
- 1969 – Tűzkő Sándor magyar színész
- 1970 – David Perry francia pornószínész
- 1972 – Hajdu Szabolcs Balázs Béla-díjas magyar filmrendező, forgatókönyvíró, színész
- 1973 – Bangó Mónika magyar válogatott labdarúgó, hátvéd
- 1975 – Mizser Attila költő, író, irodalomtörténész, szerkesztő
- 1986 – Thiago Pereira brazil úszó
- 1988 – Szilágyi Péter magyar labdarúgó
- 1988 – Anton Koroljev orosz jégkorongozó
- 1989 – Présinger Ádám magyar labdarúgó
- 1990 – Sergio Pérez mexikói autóversenyző
- 1992 – Sasha Banks amerikai pankrátor, televíziós személyiség és színésznő
- 2004 – Addison Riecke amerikai színésznő

## Halálozások
- 1795 – Johann Christoph Friedrich Bach német zeneszerző, csembalista (* 1732)
- 1823 – Edward Jenner angol sebész, a himlőoltás feltalálója. (* 1749)
- 1824 – Théodore Géricault francia festőművész (* 1791)
- 1855 – Gérard de Nerval (er. Gérard Labrunie) francia író, költő, műfordító (* 1808)
- 1879 – Julia Margaret Cameron brit fotográfus (* 1815)
- 1884 – Pavlo Platonovics Csubinszkij ukrán költő (* 1839)
- 1895 – Komjáthy Jenő magyar költő (* 1858)
- 1898 – Tisza Lajos magyar politikus, miniszter (* 1832)
- 1900 – Fászl István bencés szerzetes-tanár, ornitológus (* 1838)
- 1932 – ifj. William Wrigley amerikai üzletember, mecénás (* 1861)
- 1937 – Lenhossék Mihály anatómus, egyetemi tanár, az MTA tagja (* 1863)
- 1942 – Felix Hausdorff  német matematikus (* 1868)
- 1962 – Charles "Lucky" Luciano szicíliai maffiózó (* 1897)
- 1973 – Edward G. Robinson amerikai színész (* 1893)
- 1975 – Máriássy Félix Kossuth-díjas magyar filmrendező (* 1919)
- 1982 – Eroszi Mandzsgaladze grúz színész (* 1925)
- 1982 – Kővári György Ybl Miklós-díjas magyar építészmérnök (* 1934)
- 1986 – Hincz Gyula magyar festőművész, grafikus (* 1904)
- 1990 – Bob Gerard brit autóversenyző (* 1914)
- 1992 – José Ferrer Puerto Ricó-i születésű, Oscar-díjas amerikai színész, filmrendező (* 1912)
- 1995 – Rödönyi Károly magyar gépészmérnök, közlekedésügyi szakpolitikus, közlekedési és postaügyi miniszter (1974–1976) (* 1911)
- 1997 – Halmos László magyar zeneszerző, karnagy (* 1909)
- 2002 – Kürti Papp László magyar színész, előadóművész (* 1940)
- 2014 – Németh Lajos labdarúgó, nemzetközi labdarúgó-játékvezető (* 1944)
- 2016 – Black (Colin Vearncombe) brit énekes, legismertebb slágere a Wonderful Life (* 1962)
- 2016 – Versényi László magyar színművész, szinkronszínész, a Nemzeti Színház örökös tagja  (* 1931)
- 2020 – Kobe Bryant ötszörös NBA-bajnok amerikai kosárlabdázó  (* 1978)
- 2025 – Feledy Péter Táncsics Mihály-díjas magyar újságíró, riporter (* 1943)

## Ünnepek, emléknapok, világnapok
- Ausztrália napja (Australia Day): Ausztrália nemzeti ünnepe, munkaszüneti nap
- Dominikai Köztársaság: Juan Pablo Duarte napja
- India: a köztársaság napja
- Nemzetközi vámnap